# Magyari Éva
Magyari Éva (Budapest, 1952. június 17.) Ybl Miklós-díjas magyar építész, belsőépítész tervező.

## Életrajza
Felsőfokú tanulmányait a Magyar Iparművészeti Főiskolán (ma Moholy-Nagy Művészeti Egyetem)  végezte 1971 és 1976 között, majd a Középülettervező Vállalatnál helyezkedett el belsőépítész tervezőként Jánossy György és Laczkovics László vezetése alatt. Még abban az évben tagja lett a Művészeti Alapnak (ma Magyar Alkotóművészeti Közalapítvány) majd a Magyar Alkotóművészek Országos Egyesületének (MAOE) és a Magyar Belsőépítészek Egyesületének (MABE) is.
1980-ban munkahelyett váltott és az Általános Épülettervező Vállalatnál lett építész és belsőépítész tervező Varga Levente műtermében és beiratkozott a Mesteriskola VI. ciklusába. Ennek keretében 1980-tól 1982-ig mestere Rimanóczy Jenő volt. 1982-ben lépett be a Magyar Építőművészek Szövetségébe. 1991-ben saját építészvállalkozásba fogott Dévényi Tamással, Németh Katalinnal és Pazár Bélával, aminek azóta is ügyvezetője. 1997 óta a Magyar Építész Kamara építész és belsőépítész tagozatának tagja. 2014-ben a Széchenyi Irodalmi és Művészeti Akadémia rendes tagja lett.
Szakmai pályafutása során több magyar és nemzetközi díjat is nyert munkatársaival. Férje a szintén építész Dévényi Tamás. Fiuk, Márton ugyancsak ezt a szakmát választotta.

## Főbb belsőépitészeti munkái
- Észak-Pesti Kórház felújítása (Bozsó Csongorral), 1984;
- Inter-Európa Bank székház (Dévényi Tamással), Bp., Szabadság tér 1988–1996;
- Nyíregyházi Kórház 1. épület (szülészet, nőgyógyászat, orr-fül-gége, Varga Leventével és Rimanóczy Jenővel), 1988–1996;
- Békásmegyeri evangélikus templom (Pazár Bélával és Polyák Györggyel), 1999–2000;
- Herendi Porcelánmúzeum (Csomay Zsófiával), 2000;
- A budapesti Sándor-palota rekonstrukciója (Pazár Bélával), 2000–2002;
- Monet és barátai (Pazár Bélával, kiállítás installáció), Bp., Szépművészeti Múzeum, 2003;
- Az egri Líceum, kápolna és közösségi terek rekonstrukciója, (Pazár Bélával), 2005;
- Állandó kiállítás a Sándor palotában (Pazár Bélával, installáció), 2005;
- Béres Rt. Borászat (Pazár Bélával), Erdőbénye, 2004–2006;
- Van Gogh kiállítás (installáció), Bp., Szépművészeti Múzeum, 2006;
- Pálos kolostor rekonstrukciója (Pazár Bélával), Sopronbánfalva, 2006–2007; E
- Evangélikus Idősek Otthona (Pazár Bélával és Polyák Györggyel), Békásmegyer, 2008;
- a Zeneakadémia rekonstrukciója (Pazár Bélával és Potzner Ferenccel), 2007–2013;
- CBA Gourmet áruház és étterem (Pazár Bélával), Bp., V. ker., 2010–2013;
- Szent Mihály-templom felújítása (Pazár Bélával), Sopron, 2013.

## Díjai, elismerései
- Pro Architectura díj, 2001
- Budapest építészeti nívódíj, 2002
- Ybl Miklós-díj, 2003
- Építőipari nívódíj, 2007 és 2015
- ICOMOS-díj, 2011
- FIABCI nemzetközi ingatlanfejlesztési díj,  2013, 2015
- az Év Belsőépítésze, 2014
- European Union Prize for Cultural Heritage / Europa Nostra Grand Prix., 2015